# Bo Trenter

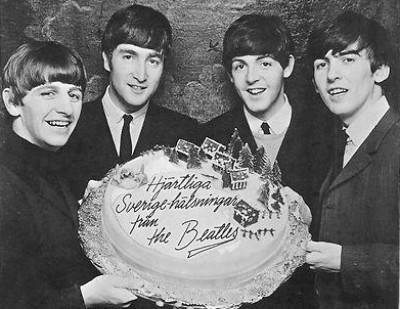
The Beatles i Stockholm.

Bo Ivar Allan Trenter, född 16 augusti 1938 i Vallentuna, död 12 november 2013 i Eksjö, var en svensk fotograf. Han var son till författaren Stieg Trenter och  Gunnel Pehrsson (1916–2001).
Som ung blivande fotograf studerade Trenter för Otto Steinert i Saarbrücken och var där medlem i den så kallade ”Saargruppen”. Gruppen arbetade efter Steinerts idéer om ”subjektiv fotografi”, vilket innebär fri bildsyn, där fotografens känsla kommer till uttryck. År 1959 ställde gruppen ut sina arbeten i Stockholm. På 1960-talet arbetade Bo Trenter i ”Studio Gullers” (fotografen K.W. Gullers fotoateljé) där han var kollega till Tore Johnson. 
The Beatles, popgrupp från Liverpool på besök i Stockholm 1963 bevakades av bland andra fotograferna Bo Trenter och Beatlesfotografen Robert Freeman från England. Trenter tog fotografiet med Beatles hållande i en tårta med svensk text: ”Hjärtliga Sverige-hälsningar från the Beatles”. Bilden hamnade senare på ett av Odeons skivomslag för gruppens svenska EP "I Want To Hold Your Hand", "Till There Was You", "This Boy", och "Devil In Her Heart" (Odeon GEOS 209, Sweden 1963).
År 1968 publicerade Trenter tillsammans med fotografen Lennart Nilsson boken ”Järnfloden”, en bilderbok om hur man gör järn. Lennart Nilsson stod för texten.
År 1984 utkom boken ”Skinn och läder: tradition, beredning, sömnad” med fotografier av  Bo Trenter och teckningar av Ingegerd Lagerlöf. På 1970-talet hade Trenter sin egen studio i Stockholm (Studio Bo Trenter), men på 1980-talets slut började han ägna sig på heltid åt fåruppfödning och fåravel.
Bo Trenter är gravsatt i minneslunden på Skogskyrkogården i Stockholm.